# Faca bailarina

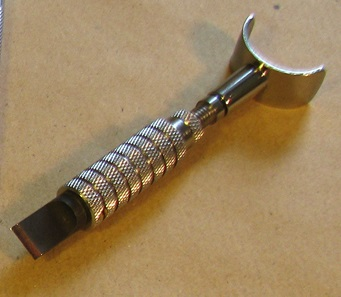
Exemplo de faca bailarina

Faca bailarina, faca de tornel ou suporte giratório para artes e ofícios (em inglês: swivel knife) é um instrumento de corte, diferente dos típicos modelos de estilete ou bisturi, cuja lâmina se prende num tornel montado dentro de cabo tubiforme que roda 360º a direita ou esquerda para permitir efetuar cortes arredondados ou curvilíneos em movimentos circulares com muita precisão. 
Esta faca é utilizada em artesanato e como material auxiliar para pinturas de aerografia, muito apreciada pela sua aptidão para cortar curvas. Pode ser encontrado em lojas de materiais artísticos e ferramentas finas. É usado para cortar papéis, madeira, poliestireno, couro, ou outro material leve, para trabalhos artísticos de ateliê ou escritório. Possui empunhadura em alumínio ou outro metal (por vezes recartilhada), estileno, em madeira ou outro material industrial como o plástico.